# Emilia Liță

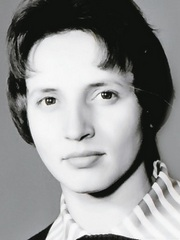
Emilia Liță

Emilia Liță, geborene Vătășoiu, (* 20. Oktober 1933 in Câineni) ist eine ehemalige rumänische Kunstturnerin.
Sie begann im Alter von 18 Jahren beim CS Dinamo Bukarest mit dem Turnen. Schon drei Jahre später gehörte sie der rumänischen Mannschaft an, die bei den Turn-Weltmeisterschaften 1954 den vierten Platz erreichte. 1956 nahm Liță an den Olympischen Spielen in Melbourne teil. Mit ihren Dinamo-Mannschaftskolleginnen Elena Săcălici und Georgeta Hurmuzachi sowie Sonia Iovan, Elena Leuștean und Elena Mărgărit gewann sie Bronze hinter der Sowjetunion und Ungarn und damit die erste Turn-Mehrkampf-Mannschaftsmedaille für Rumänien überhaupt. Außerdem erreichte Liță Platz fünf in der Gruppengymnastik und Platz 20 im Einzel-Mehrkampf.
Bei den Turn-Weltmeisterschaften 1958 gewann sie mit der rumänischen Mannschaft hinter der Sowjetunion und der Tschechoslowakei die Bronzemedaille. 1960 nahm Emilia Liță in Rom an ihren zweiten Olympischen Spielen teil, wo sie wie vier Jahre zuvor mit der rumänischen Mannschaft Bronze gewann. Bei ihren dritten und letzten Olympischen Spielen 1964 in Tokio wurde Liță mit der rumänischen Mannschaft Sechste.
Nach ihrer aktiven Laufbahn blieb sie als Trainerin und Kampfrichterin dem Turnen erhalten und nahm an den Olympischen Spielen 1972, 1976 und 1980 teil.